# American Journal of Health-System Pharmacy
Das American Journal of Health-System Pharmacy, abgekürzt Am. J. Health-Syst. Pharm., ist eine wissenschaftliche Fachzeitschrift, die von der American Society of Health-System Pharmacists veröffentlicht wird. Die Zeitschrift wurde 1943 unter dem Namen The Bulletin gegründet. Im Jahr 1958 wurde der Name in American Journal of Hospital Pharmacy geändert. Im Jahr 1994 wurde sie mit Zeitschrift Clinical Pharmacy (gegr. 1981) fusioniert und änderte im Jahr 1995 den Namen in American Journal of Health-System Pharmacy. Die Zeitschrift erscheint mit 24 Ausgaben im Jahr. Es werden Arbeiten veröffentlicht, die sich mit aktuellen Fragestellungen der Arzneimitteltherapie und der pharmazeutischen Praxis im Krankenhaus und im Gesundheitssystem beschäftigen.
Der Impact Factor lag im Jahr 2014 bei 1,882. Nach der Statistik des ISI Web of Knowledge wird das Journal mit diesem Impact Factor in der Kategorie Pharmakologie und Pharmazie an 155. Stelle von 254 Zeitschriften geführt.